# Orlik (Russland)
Orlik (russisch О́рлик) ist ein Dorf (selo) in der Republik Burjatien (Russland) mit 2555 Einwohnern (Stand 14. Oktober 2010).

## Geographie
Der Ort liegt gut 530 km Luftlinie westlich der Republikhauptstadt Ulan-Ude inmitten des Ostsajan, eines Hochgebirges, das in der Umgebung des Ortes mit dem knapp 20 km östlich gelegenen Gipfel des Rintschin-Chumba eine Höhe von 2831 m erreicht. Orlik befindet sich am rechten Ufer des Oberlaufes des Angara-Nebenflusses Oka.
Es ist Verwaltungssitz des Rajons Okinski und Sitz der Landgemeinde Orlikskoje selskoje posselenije, zu der neben Orlik noch die Dörfer Balakta und Chara-Chuschir gehören. Der Ort ist das mit fast 1400 m höchstgelegene Rajonverwaltungszentrum Burjatiens.

## Geschichte
Das Dorf wurde 1927 gegründet. Seit 1940 ist Orlik Zentrum eines Rajons.

### Bevölkerungsentwicklung
| Jahr | Einwohner |
| ---- | --------- |
| 1959 | 987       |
| 1970 | 1398      |
| 1979 | 1449      |
| 1989 | 1792      |
| 2002 | 2045      |
| 2010 | 2555      |

Anmerkung: Volkszählungsdaten

## Verkehr

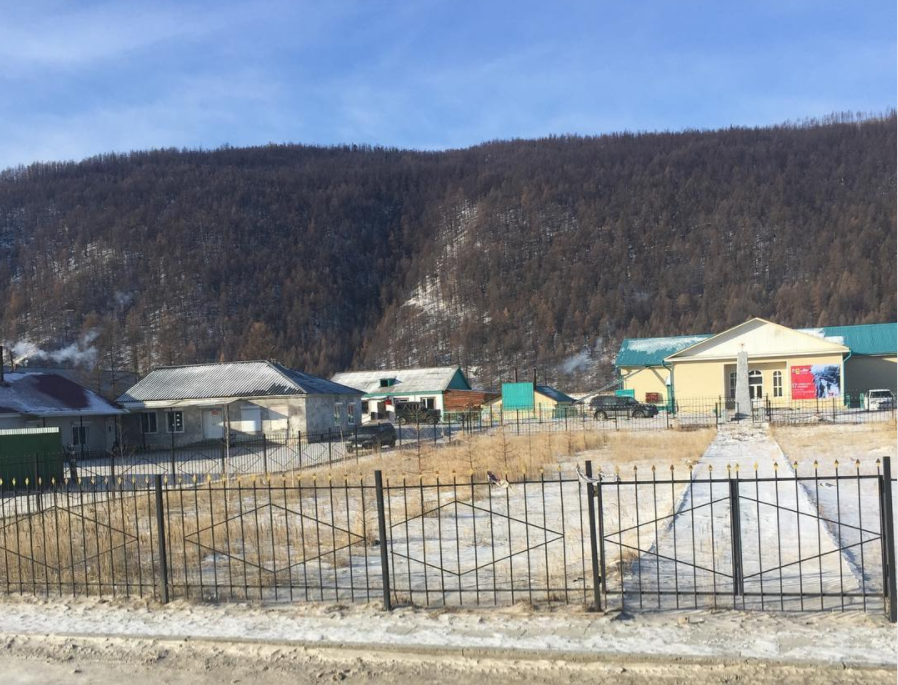
Das Dorfzentrum von Orlik

Nach Orlik führt eine etwa 150 km lange, Ende der 1980er-Jahre gebaute Straße, die in Mondy von der Fernstraße A333 (früher A164) abzweigt, die Kultuk am Baikalsee über das benachbarte Rajonzentrum Kyren mit der mongolischen Grenze verbindet. Die Straße verläuft über den knapp 2000 m hohen Pass unmittelbar beim Okinskoje-See, dem die Oka entfließt.